# مجزرة سجن بادوش
مجزرة سجن الموصل هي مجزرة حصلت في شهر حزيران من عام 2014 عندما سيطر تنظيم الدولة الإسلامية (داعش) على مدينة الموصل و سجن بادوش في ناحية بادوش شمال مدينة الموصل راح ضحيتها أكثر من 600 مدني شيعي قتلو على يد تنظيم داعش الارهابي وتم تقطيع رؤوسهم .

## تفاصيل الجريمة
في 11 حزيران 2014 سيطر تنظيم داعش على مدينة الموصل ثاني أكبر مدينة في العراق بعد بغداد، حيث اختفى جميع حراس السجن بعدها دخل مجاميع من عناصر داعش السجن وهم يصرخون أنقذكم الثوار بدأوا يجمعون السجناء حسب الطائفة بعد إلقاء القبض على أغلب الهاربين تسابق عناصر داعش على إعدام السجناء حيث قام بتجميع السجناء عند أقرب وادي وأطلاق النار عليهم وبعضهم قد قتلوا ذبحًا بطرق بشعة بعدها بيوم واحد قام عناصر من داعش بإحراق الجثث وقد راح ضحية هذه الجريمة أكثر من 670 شخص.